# Eikozanoid
Eikozanoídi so skupina fiziološko aktivnih derivatov arahidonske kisline in drugih polinenasičenih maščobnih kislin z 20 ogljikovimi atomi. Izkazujejo avtokrino ali parakrino delovanje; mednje sodijo prostaglandini, tromboksani, prostaciklin in levkotrieni. Gre za lipide s hormoni podobnim delovanjem, vendar so zanje značilne lokalna aktivnost ter nizke celične koncentracije.

## Izrazoslovje
Izraz eikozanoid izhaja iz grške besede eicosa, ki pomeni dvajset.  Gre namreč za oksidirane derivate treh različnih esencialnih maščobnih kislin z 20 ogljikovimi atomi:
- eikozapentenojska kislina (EPA), maščobna kislina ω-3 s petimi dvovezmi;
- arahidonska kislina (AA), maščobna kislina ω-6 s štirimi dvovezmi;
- dihomo-gama-linolenska kislina (DGLA), maščobna kislina ω-6 s tremi dvovezmi.

Izraz se uporablja zlasti kot krovni naziv za levkotriene in tri vrste prostanoidov: prostaglandine, prostaciklin in tromboksane. Takšna je raba tudi v tem članku, čeprav bi lahko teoretično med eikozanoide prištevali še druge skupine molekul, kot so hepoksilini, izofurani, resolvini, izoprostani, lipoksini, epilipoksini, epoksieikozatrienojske kisline in endokanabinoidi. Levkotriene in prostanoide so včasih poimenovani tudi kot »klasični eikozanoidi«, v nasprotju z »neklasičnimi eikozanoidi« ali »eikozanoidom podobnimi molekulami«.

## Biosinteza
V biosintezni poti nastanka eikozanoidov in maščobnih kislin sodelujeta dve družini encimov:
- ciklooksigenaze (COX), s pomočjo katerih nastanejo iz maščobnih kislin prostanoidi in
- lipoksigenaze (LOX), ki katalizirajo tvorbo levkotrienov.

Eikozanoidi se ne skladiščijo v celicah, marveč se sintetizirajo po potrebi. Nastanejo iz maščobnih kislin, ki tvorijo celično in jedrno membrano.
Biosintezo eikozanoidov spodbudijo mehanična poškodba, citokini, rastni dejavniki ali drugi dražljaji (na primer celo eikozanoidi iz sosednjih celic); sintezne poti so zapletene. S tem se sproži sprostitev fosfolipaze ob celični membrani, nato pa potuje do celičnega jedra. Tam fosfolipaza katalizira hidrolizo estrskih vezi v fosfolipidih (fosfolipaza A2) ali diacilglicerolih (fosfolipaza C) in sprosti se esencialna maščobna kislina z 20 ogljikovimi atomi. Omenjena hidroliza naj bi bila hitrost omejujoča stopnja v procesu nastanka eikozanoidov.
Sprostitev maščobnih kislin iz membrane lahko povzroči katera koli od številnih vrst fosfolipaz. Citosolna fosfolipaza A2 (cPLA2) tipa IV odigra ključno vlogo, saj celice, ki nimajo tega encima, ne morejo proizvajati eikozanoidov. Fosfolipaza cPLA2 je specifična za fosfolipide, ki vsebujejo AA, EPA ali GPLA na mestu SN2. 
Zanimivo je, da lahko cPLA2 sprosti tudi fosfolipide, ki se kasneje pretvorijo v faktorje aktivacije trombocitov.

## Učinki
Nekateri od učinkov eikozanoidov na celice so:
- učinek na reproduktivne funkcije,
- uravnavanje strjevanja krvi in krvnega tlaka,
- povzročanje vnetja, bolečine in povišane temperature ob poškodbah in boleznih,
- uravnavanje telesne temperature,
- uravnavanje ciklusa budnosti in spanja.